# Narathura alexandrae
Narathura alexandrae is een vlinder uit de familie van de Lycaenidae. De wetenschappelijke naam van de soort is voor het eerst geldig gepubliceerd in 1978 door Schröder & Treadaway.